# Junqueira de Espadanedo

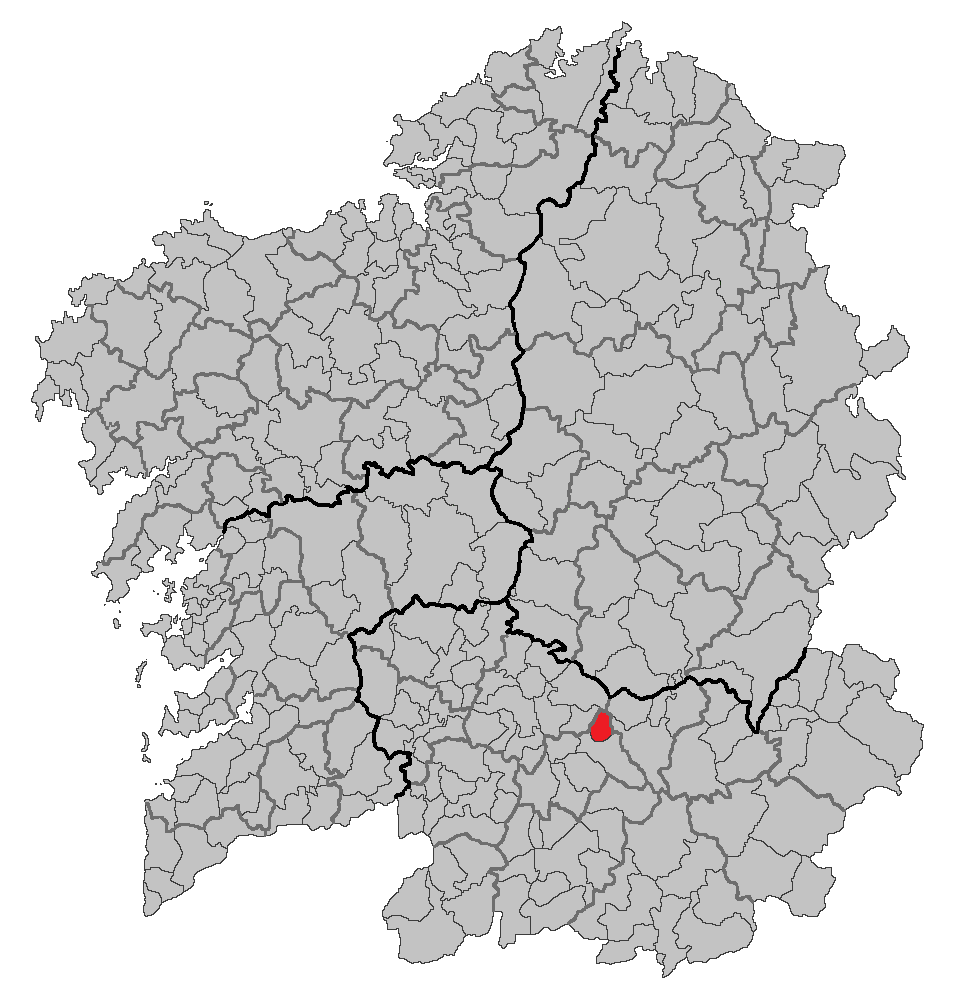
Localização de Junqueira de Espadanedo na Galiza

Junqueira de Espadanedo (Xunqueira de Espadanedo; em espanhol, Junquera de Espadañedo) é um município da Espanha na província de Ourense, 
comunidade autónoma da Galiza, de área 27,65 km² com 
população de 1002 habitantes (2007) e densidade populacional de 37,12 hab/km².

## Demografia
| Variação demográfica do município entre 1991 e 2004 | Variação demográfica do município entre 1991 e 2004 | Variação demográfica do município entre 1991 e 2004 | Variação demográfica do município entre 1991 e 2004 |
| --------------------------------------------------- | --------------------------------------------------- | --------------------------------------------------- | --------------------------------------------------- |
| 1991                                                | 1996                                                | 2001                                                | 2004                                                |
| 1216                                                | 1132                                                | 1065                                                | 1033                                                |